# فاني لو
فاني لوسيه مارتينيز بونافينتورا (ولدت في 8 فبراير 1973)، معروف مهنيا باسم فاني لو (بالإسبانية: Fanny Lu)‏ هي مغنية وكاتبة أغاني وممثلة كولومبية من سانتياغو دي كالي. درست في جامعة الأنديز وحصلت منها على شهادة البكالوريوس في الهندسة الصناعية. وهي أم لطفلين، الأول يدعى ماتيو أما الثاني فيحمل اسم فالنتينا وقد تطلقت قبل فترة قصيرة.
أول وظيفة لها في صناعة الترفيه كانت في كولومبيا، حيث عملت كمضيفة فس مجلة موسيقية تسمى سيمبر ميزيكا، ثم انتقلت بعدها إلى إذاعة الصوت الرئيسية في محطات الراديو ببلدها. ومع ذلك، لم يتم الاعتراف بها حتى عام 1998 عندما كانت جزءا من أوبرا الصابون الكولومبية Perro Amor.
في عام 2006 أطلق ألبومها الجديد الذي حمل عنوان Lágrimas Cálidas، وقد حقق شهرة كبيرة في كولومبيا وبعض البلدان الأخرى من أمريكا اللاتينية، أما ألبومها دوس (بالإسبانية: Dos)‏ الذي أصدرته سنة 2008 فقد شكل منعطفا حاسما في مسيرتها وأعطاها مصداقية الفنان الشهير، بينما تمكنت أغنيتها الفردية Tú No Eres Para Mi من تحقيق الرقم واحد في العديد من البلدان. هذا وقد قامت بإصدار ألبومها Felicidad y perpetua في تشرين الثاني/نوفمبر من سنة 2011. هذا وتجدر الإشارة إلى أن عملها الإنساني الدؤوب جعلها «سفيرة النوايا الحسنة» لدى منظمة الأغذية والزراعة.

## النشأة
ولدت فاني لو في سانتياغو دي كالي من والديين كولومبيين، وقد درست كلية بوليفار قبل أن تنتقل إلى فرنسا لإنهاء تعليمها الابتدائي. بعد عودته إلى أمريكا اللاتينية، درست في جامعة الأنديز حيث تخرجت منها بشهادة البكالوريوس في الهندسة الصناعية. وهي أم لطفلين، وقد حصلت على طلاقها في عام 2009.

## مهنة التمثيل
في عام 1994، أصبحت فاني لو مذيعة في قناة Locomotora، لكنها بعد ذلك ذهبت وتوجهت نحو صناعة الموسيقى. وقد ظهرت في العديد من المسلسلات التلفزيونية مثل Perro Amor و Más Vale Tarde، كما أنها أدت أصوات بيت في النسخة الإسبانية من فيلم الرسوم المتحركة التابع لشركة سوني بيكتشرز إنترتينمنت موسم صيد (Amigos Salvajes).

## المسيرة الموسيقية
أول ألبوم لفاني حمل عنوان Lágrimas Cálidas، وقد صدر في عام 2006 حيث أمضى خمسة أسابيع في الرقم 1، أما أغنيتها الفردية "No Te Pido Flores" فقد قضت سبعة أسابيع في الرقم 1 على قائمة أشهر 100 أغنية التابعة لمجلة بيلبورد حيث احتلت الصدارة في كل من كولومبيا، بيرو، فنزويلا والمكسيك وقد بلغت ذروتها في الولايات المتحدة باحتلالها للمرتبة 16.
الألبوم الثاني لها حمل عنوان دوس، حيث كان الرقم واحد في الأسبوع الأول في كولومبيا، وقد صدر في الأسبوع التالي في كل من الولايات المتحدة وبورتوريكو وذلك يوم 16 ديسمبر.
في 16 تشرين الأول من سنة 2009 تم ترشيح لو لقائمة سفراء النوايا الحسنة لمنظمة الأغذية والزراعة التابعة للأمم المتحدة..
في عام 2010، فاني لو اختارت تسجيل النسخة الإسبانية من أغنية «ما أريد» من أجل استعمالها من طرف شركة والت ديزني في فيلم رابونزل.

## أفلامه
| العام | العنوان          | دور           | ملاحظات    |
| ----- | ---------------- | ------------- | ---------- |
| 2006  | موسم صيد         | بيث           | صوت        |
| 2008  | Sopa Norteña     | دور غير معروف | دور ثانوي  |
| 2010  | بولينا والأصدقاء | نفسها         | فيلم تلفزي |

| العام | العنوان                          | دور              | ملاحظات    |
| ----- | -------------------------------- | ---------------- | ---------- |
| 1998  | Hermosa nina                     | بيانكا           | دور ثانوي  |
| 1998  | Perro Amor                       | آنا ماريا براندو | دور ثانوي  |
| 2000  | Pobre Pablo                      | سيلفانا          | دور ثانوي  |
| 2000  | La Caponera                      | دور غير معروف    | دور ثانوي  |
| 2008  | Más vale Tarde                   | نفسها            | (الحلقة 1) |
| 2012  | Pequeños Gigantes                | نفسها            | القاضي     |
| 2012  | La Voz Colombie                  | نفسها            | مدرب       |
| 2013  | 11-11 in my block nothing blocks | دانا             | ضيفة       |
| 2013  | La Voz Colombia                  | نفسها            | مدرب       |
| 2014  | أطفال كولومبيا                   | نفسها            | مدرب       |
| 2015  | La Voz أطفال كولومبيا            | نفسها            | مدرب       |

## روابط خارجية
- فاني لو على موقع IMDb (الإنجليزية)
- فاني لو على موقع ميوزك برينز (الإنجليزية)
- فاني لو على موقع أول ميوزيك (الإنجليزية)
- فاني لو على موقع ديسكوغز (الإنجليزية)